# Bascons
Bascons é uma comuna francesa na região administrativa da Nova Aquitânia, no departamento Landes. Estende-se por uma área de 18,7 km². Em 2010 a comuna tinha 871 habitantes (densidade: 46,6 hab./km²).